# Neritonaclia argenteogutta
Neritonaclia argenteogutta là một loài bướm đêm thuộc phân họ Arctiinae, họ Erebidae.